# L'ora dell'amore/Noi e gli altri
L'ora dell'amore/Noi e gli altri è il decimo singolo de I Camaleonti. Venne pubblicato in Italia nel 1967 dall'etichetta CBS. Il brano "L'ora dell'amore" è la cover con testo in italiano del brano "Homburg" dei Procol Harum.

## Tracce
Lato A
1. L'ora dell'amore – 3:36 (testo: Daniele Pace – musica: Gary Brooker, Keith Reid)

Lato B
1. Noi e gli altri – 3:08 (Stefano Torossi)